# Segona Lliga atenesa
La Segona Lliga atenesa o Confederació Atenesa fou una unió de ciutats-estat gregues, encapçalada per Atenes (378 - 355 aC), creada per tal de posar terme a l’hegemonia d'Esparta.

## Rerefons
El 478 aC, Atenes va fundar la Lliga Dèlica per contrarestar la influència persa durant les guerres greco-perses. El lideratge atenès es va consolidar en les següents dècades, i molts historiadors consideren que la Lliga és un Imperi atenès, especialment després que el tresor es traslladés de Delos a Atenes el 454 a.C. Aquesta Lliga va lluitar contra la Lliga del Peloponès, dominada per Esparta, a la Guerra del Peloponès, que va durar del 431 al 404 aC. Va acabar després d'un setge a Atenes el 404 aC, quan Atenes i Esparta van arribar a un acord de pau que establia l'hegemonia espartana sobre el món grec. Els corintis i els tebans, tots dos aliats d'Esparta, volien destruir Atenes i esclavitzar els seus ciutadans en lloc d'un acord de pau més benèvol. Els espartans ho van rebutjar a causa que Atenes era un factor important per mantenir l'equilibri de poder a les regions d'Àtica, Beòcia i Istme, i al seu lloc van imposar els termes següents: les muralles i fortificacions ateneses havien de ser destruïdes, la flota atenesa havia de ser retirada del servei excepte dotze vaixells, els exiliats atenesos havien de ser autoritzats a tornar a la ciutat, i Atenes havia de reconèixer el lideratge espartà i unir-se a la xarxa d'aliances espartanes, i permetre a Esparta dictar la seva política exterior.
Els antics aliats d'Esparta es van tornar contra ella l'any 395 aC, i Tebes va instigar un atac espartà que donaria lloc a la Guerra de Corint,que enfrontaria Esparta amb una coalició d'Atenes, Tebes, Corint i Argos, i comptava amb el suport de Pèrsia. Després d'una sèrie d'èxits atenesos, Pèrsia va imposar la pau d'Antàlcides  i prendria el control de totes les ciutats gregues d'Àsia Menor, així com de l'illa de Xipre, i garantiria la independència de totes les altres ciutats gregues, amb les excepcions de Lemnos, Imbros i Skiros, que pertanyerien a Atenes. Aquesta guerra va donar poder a Atenes per primera vegada des del final de la Guerra del Peloponès, i li permeté de reconstruir les seves fortificacions i la seva armada, prèviament desmantellades.

## Orígens
La formació de la Lliga es veié estimulada per tres grans esdeveniments que van provocar el deteriorament de les relacions entre Atenes i Esparta. El primer esdeveniment fou la intervenció espartana en un conflicte de faccions dins de Tebes. L'any 382 aC, Esparta va enviar una força dirigida pel general Eudàmides i el seu germà Fèbides per combatre l'expansió d'Olint a Calcídica, al nord de Grècia.De camí a Olint, Fèbides es va aturar prop de Tebes, on els dos polemarques, Ismènies i Leontiades, estaven embrancats en una lluita de poder pel control de Tebes. Ismènies estava a favor de la democràcia i en contra d'Esparta, per la qual cosa Leontiades va convèncer Fèbides, a qui Xenofont descriu com a impulsat pel desig de realitzar bones accions però sense capacitat de raonament,que a Esparta li convindria ajudar-lo a prendre el control de Tebes.Fèbides va acceptar i el va ajudar a prendre la ciutadella i a empresonar Ismènies,la qual cosa va fer que uns 300 dels seus partidaris fugissin a l'exili a Atenes. Tot i que aquesta ingerència espartana a Tebes representava una violació flagrant de la pau d'Antàlcides, Leontiades va argumentar que els espartans no havien de castigar Fèbides perquè les seves accions només havien servit per ajudar Esparta. Els espartans van acceptar, i van decidir mantenir la ciutadella tebana i matar Ismènies.
El segon esdeveniment va ser l'esclat de la Guerra Tebana, provocada directament per la intervenció espartana a Tebes. L'any 378 aC, alguns dels exiliats d'aquesta intervenció van tornar a Tebes, van assassinar Leontiades i van enderrocar la tirania pro-espartana. El governador espartà va enviar reforços, però van ser anihilats durant la seva aproximació per la cavalleria tebana. Aleshores, la cavalleria va assaltar l'acròpoli tebana i va restaurar un govern popular antiespartà. Això va provocar la guerra entre Esparta i Tebes.
El tercer esdeveniment va ser la invasió del Pireu, un port atenès a l'Àtica, per part del general espartano Esfòdries a l'hivern del 378 aC. Diodor Sícul afirma que la invasió va ser ordenada pel rei espartà Cleòmbrot, mentre que altres historiadors com Xenofont argumenten que Esfòdries va ser subornat per Tebes com a part d'un complot per posar a Atenes del seu costat en la guerra contra Esparta. Els ambaixadors espartans destacats a Atenes van prometre que Esfòdries seria condemnat i castigat a Esparta, però va ser absolt en el que Sícul anomena "un error judicial".Això va fer que Atenes busqués aliances contra Esparta, de manera que van arribar a ciutats de l'Egeu sota un dur control espartà, com ara Quios, Bizanci, Rodes i Mitilene. Aquestes ciutats van enviar representants a Atenes, que van signar el Decret d'Aristòtil, que perfilava els termes de la Segona Lliga atenesa.

## Decret i política
A Atenes s'ha trobat una inscripció relativa a la Lliga,que data de l'any 377 i on es detallen els objectius de la nova Lliga. La intenció era garantir que Esparta permetés a tots els grecs ser independents; els estats implicats havien de conservar tots la seva independència, per la qual cosa no es permetia a Atenes posseir terres en cap dels estats membres, ni imposar-los una guarnició o cleruquia; cada membre podia a més triar la seva pròpia constitució, que no seria necessàriament democràtica. Un dels objectius era convèncer els seus aliats que no tornaria a cometre els errors del passat, els de l'imperialisme atenès de la Lliga de Delos: en aquella època, al segle V aC, Atenes s'havia fet molt impopular pel seu comportament especialment brutal amb els estats que s'havien rebel·lat contra ella o que semblaven fer-ho. Atenes també va convèncer les potències estrangeres, incloses Esparta i Pèrsia, que la carta era una manera d'aplicar la pau d'Antàlcides en lloc d'una subversió.
Molts historiadors consideren que la Segona Lliga atenesa és un ressorgiment de l'hegemonia atenesa sobre Grècia. Alguns, com l'historiador de l'antiga Grècia Jack Cargill, argumenten que aquesta lliga era diferent de la Lliga de Delos i que no representava un nou Imperi atenès Argumenta que la principal causa de les desercions va ser Tebes, que va abandonar la lliga l'any 371 aC i va incitar altres estats a marxar.

## L'auge de Tebes
Tebes es va unir a la lliga en la seva fundació perquè un dels punts principals del decret era l'oposició a Esparta. No obstant això, les relacions entre Tebes i la resta de la lliga aviat es van fer difícils i Atenes va començar a adonar-se que Tebes no s'havia de confiar necessàriament. Per exemple, Tebes va destruir Platea l'any 372 aC, que feia poc que havia estat refundada. Atenes va començar a pensar en negociar la pau amb Esparta; Va ser mentre Atenes discutia això amb Esparta que Tebes va derrotar l'exèrcit espartà de manera decisiva a la batalla de Leuctra (371 aC). Això va comportar el final de la Guerra Tebana i, amb ella, de l'hegemonia espartana sobre Grècia. Tebes aviat va abandonar la lliga i va establir una hegemonia pròpia.

## Història posterior i desintegració
Després de la derrota d'Esparta el 371 aC, Tebes es va separar de la Lliga i va poder violar impunement els termes de la pau d'Antàlcides. Posteriorment, una sèrie de revoltes van sacsejar la lliga, i culminaren amb la Guerra Social (357-355 aC) en què els estats de Quios, Rodes, Cos i Bizanci van entrar en guerra contra Atenes. Aquesta guerra va acabar amb la desintegració de la Segona Lliga atenesa.